# Szkoła Podstawowa i Liceum Sióstr Zmartwychwstanek w Warszawie
Szkoła Podstawowa i Liceum Sióstr Zmartwychwstanek – prywatna szkoła na Żoliborzu w Warszawie, założona w 1919.

## Opis
Szkoła znajduje się w budynku z 1930 r. znanym w powstaniu warszawskim jako Twierdza Zmartwychwstanek.
W nowym kompleksie szkolnym istniało początkowo seminarium, przedszkole, szkoła powszechna, gimnazjum (najpierw ośmioletnie, a potem czteroletnie) oraz dwuletnie liceum ogólnokształcące. Liczba uczennic wszystkich szkół żoliborskich w latach trzydziestych sięgała ok. 800 osób, a w bardzo dobrze wyposażonym internacie mieszkało ok. 100 dziewcząt.
W 1949 r. zlikwidowano szkołę powszechną. W wyniku reformy oświaty w 1999 r. przy liceum powstało Prywatne Gimnazjum Sióstr Zmartwychwstanek. Od roku szkolnego 2006/2007 do szkoły zaczęto do przyjmować chłopców. W roku 2015 przywrócono nauczanie na poziomie szkoły podstawowej.
Godłem szkoły jest szarotka. Patronką szkół podstawowych jest błogosławiona siostra Alicja Kotowska, a patronką liceum jest matka Jadwiga Borzęcka. W 2025 r. liceum zajęło 144. miejsce w ogólnopolskim rankingu liceów ogólnokształcących miesięcznika „Perspektywy“.

## Absolwenci
- Zofia Czechowska (1923-2006) – łączniczka i sanitariuszka w powstaniu warszawskim, odznaczona orderem Virtuti Militari
- Beata Mazurek (ur. 1967) – wicemarszałek Sejmu VIII kadencji